# Avenue de Malakoff
L'Avenue de Malakoff è una strada del XVI arrondissement di Parigi. Il nome attuale venne concesso alla strada nel 1854, nell'anno in cui le truppe francesi presero possesso della Torre di Malakoff durante la Guerra di Crimea, portando così l'anno successivo alla vittoria nell'assedio di Sebastopoli.
La strada, lunga 410 metri e larga 23,5, ha origine presso l'Avenue Foch e termina in congiunzione con il boulevard de l'Amiral-Bruix e l'avenue de la Grande-Armée. Formalmente la strada inizia presso la place du Trocadéro ma nel 1936 la sezione tra la place du Trocadéro e l'avenue Foch venne rinominata avenue Raymond-Poincaré.